# Manuel Terrazas Guerrero
Manuel Terrazas Guerrero (1923 - 2010) fue un político mexicano del Partido Comunista Mexicano, Partido Socialista Unificado de México, Partido Mexicano Socialista y del Partido del Frente Cardenista de Reconstrucción Nacional.
Nació el 22 de junio de 1923 en el Distrito Federal, de origen Sonorense, desde su juventud fue líder estudiantil e infatigable luchador por la paz donde  se destacó ostentando hasta el momento de su muerte la presidencia del  Movimiento Mexicano por la Paz y el Desarrollo.
Fue diputado federal en la LI Legislatura del Congreso de la Unión de México, LIII Legislatura del Congreso de la Unión de México, LV Legislatura del Congreso de la Unión de México y en la XLVII Legislatura del Congreso de la Unión de México. 
Falleció el 4 de enero de 2010 a las 6:40 A.M..